# Sentimiento antihaitiano en la República Dominicana
El sentimiento antihaitiano es un prejuicio social ejercido contra la inmigración haitiana en la República Dominicana por determinados sectores de la población de este país.
Esta actitud xenófoba, clasista y racista en contra de la inmigración y cultura haitianas suele estar ligada a ideologías nacionalistas ultraconservadoras y ha sido objeto de manipulación política, especialmente durante los gobiernos de Rafael Leónidas Trujillo y Joaquín Balaguer, así como de estrategias de dominación y explotación laboral.

## Orígenes (sigloXVIalsigloXIX)
El rechazo comienza en la época colonial por las diferencias lingüísticas, culturales y raciales de los conquistadores con respecto a Haití, cuyo territorio, en 1697, fue cedido a Francia y se convirtió en Saint-Domingue, dominada por plantaciones de caña de azúcar trabajadas por africanos esclavizados. La Revolución haitiana de 1791 a 1804 convirtió a Haití en el primer estado soberano del Caribe, la segunda república de las Américas, el primer país de las Américas en abolir oficialmente la esclavitud y el único país en la historia establecido por una revuelta de esclavos. En el siglo XIX Haití sufrió inestabilidad política, aislamiento internacional, una deuda con Francia e invasiones fallidas a la República Dominicana, incluida una costosa guerra.
En 1821 la República de Haití Española proclamaría su independencia para ser poco después tomada por las fuerzas haitianas occidentales entre 1822 y 1844. En 1844 se produjo el movimiento revolucionario secreto llamado " La Trinitaria " y la República Dominicana declaró su independencia derrotando a las fuerzas haitianas.

## Gobierno de Trujillo (1930-1940)
Durante el gobierno de Rafael Leónidas Trujillo, se intensificaron profundamente los sentimientos de rechazo hacia Haití. Estos enfrentamientos desembocaron en acciones militares ordenadas por el régimen, así como en una masacre contra ciudadanos haitianos, muchos de los cuales fueron acusados de practicar rituales vinculados al vudú o a la brujería, creencias consideradas contrarias a la doctrina católica dominante en República Dominicana. Se ha calculado que el número de víctimas llegó a 30.000. En 1937, el dictador dominicano Trujillo inició lo que se llamó la «dominicanización de la frontera», una limpieza étnica sangrienta que eliminaba los vínculos transfronterizos y que acabó en la llamada masacre del perejil. El ejército mató entre 10.000 y 15.000 haitianos durante seis días, desde la noche del 2 de octubre de 1937 hasta el 8 de octubre de 1937. Para no dejar evidencia de la participación del ejército, los soldados utilizaron machetes en lugar de balas. El término perejil se utilizaba como una especie de prueba para identificar a los haitianos, ya que su pronunciación —particularmente la letra erre— resultaba difícil para ellos. Tras el episodio, en el marco de negociaciones diplomáticas, Trujillo accedió a pagar una suma significativa en concepto de compensaciones económicas. Los intelectuales dominicanos Manuel Arturo Peña Batlle, Joaquín Balaguer, Manuel de Jesús Troncoso de la Concha, entre otros, encabezaron la campaña.

## Década de 1990
Las políticas de Trujillo sirvieron para perpetuar el sentimiento antihaitiano dentro de la República Dominicana. Más adelante, en las elecciones presidenciales dominicanas de 1996, Joaquín Balaguer formó una alianza conocida como el “Frente Patriótico Nacional” junto al candidato del Partido de la Liberación Dominicana (PLD). Leonel Fernández para evitar que José Francisco Peña Gómez, hijo de padres haitianos, se convirtiera en presidente.

## Grupos antihaitianos
Entre los grupos que promueven ideas en contra de la «haitianización»[cita requerida] de la República Dominicana se encuentran la Antigua Orden Dominicana (AOD), Fuerza Nacional Progresista (FNP) y el Instituto Duartiano.
El medio Lakay Info describe a la AOD como un grupo extremista que incita al odio y la violencia racial, llegando incluso a promover el exterminio de haitianos. Se señala que sus miembros visten uniformes paramilitares oscuros, exhiben símbolos fascistas y realizan saludos hitlerianos durante sus manifestaciones.
La revista Volcánicas acusa a la FNP de ser un grupo fascista y supremacista blanco que, junto con otras organizaciones, alimenta crímenes de odio contra la población haitiana y dominicanos de ascendencia haitiana. Se menciona un caso en el que, junto a militares, atacaron una comunidad en Bahoruco, resultando en el asesinato de un trabajador haitiano y la quema de viviendas.
El Instituto Duartiano es una organización que promueve los valores del prócer Juan Pablo Duarte. Ha sido señalada por su participación en discursos y acciones que refuerzan el nacionalismo extremo y el rechazo hacia la población haitiana y sus descendientes.